# Lijst van rijksmonumenten in Ravenstein
De stad Ravenstein telt 79 inschrijvingen in het rijksmonumentenregister. Hieronder een overzicht.
| Object | Oorspronkelijke functie?  | Bouwjaar                           | Architect | Locatie                                                                     | Coördinaten?                  | Nr.?   | Afbeelding |
| --- | ------------------------- | ---------------------------------- | --------- | --------------------------------------------------------------------------- | ----------------------------- | ------ | --- |
| Gepleisterde topgevel | Woonhuis                  |                                    |           | Brouwerijstraat 2 (achterkant van Marktstraat 5)                            | 51° 47' 48" NB, 5° 39' 3" OL  | 32321  | Meer afbeeldingen |
| Huis met overbouwing van de oudere poort die de St.Luciastraat afsluit. Was poortgebouw van het in 1818 gesloopte kasteel       | Bijgebouwen kastelen enz. |                                    |           | Kasteelseplaats 1                                                           | 51° 47' 51" NB, 5° 39' 2" OL  | 32322  | Meer afbeeldingen |
| Eenvoudig huis met gevel in schoon werk, dwars rood zadeldak in het verlengde van dat van nummer 1                              | Woonhuis                  |                                    |           | Kasteelseplaats 2                                                           | 51° 47' 51" NB, 5° 39' 2" OL  | 32323  | Meer afbeeldingen |
| Laag huis met witgepleisterde gevel en dwars rood zadeldak in dezelfde richting als dat van Nr. 1 en 2                          | Woonhuis                  |                                    |           | Kasteelseplaats 2                                                           | 51° 47' 50" NB, 5° 39' 2" OL  | 32324  | Meer afbeeldingen |
| Groot huis met gebosseerd gepleisterde gevel, segmentvormig overtoogde vensters, schilddak                                      | Woonhuis                  |                                    |           | Kolonel Wilsstraat 1                                                        | 51° 47' 51" NB, 5° 39' 10" OL | 32325  | Meer afbeeldingen |
| Huis met gebosseerd witgepleisterde lijstgevel, hoog met rode pannen belegd schilddak en sierankers                             | Woonhuis                  |                                    |           | Kolonel Wilsstraat 2A , 2B, Marktstraat 38                                  | 51° 47' 50" NB, 5° 39' 10" OL | 32326  | Meer afbeeldingen |
| Groot pand, in twee percelen verdeeld in de lengterichting                                                                      | Woonhuis                  | 1756 (jaartalankers)               |           | Kolonel Wilsstraat 4 / Middelstraat 5                                       | 51° 47' 50" NB, 5° 39' 10" OL | 32327  | Meer afbeeldingen |
| Eenvoudig huis met gebosseerd geelgepleisterde lijstgevel, schilddak, ankers                                                    | Woonhuis                  |                                    |           | Kolonel Wilsstraat 5                                                        | 51° 47' 51" NB, 5° 39' 10" OL | 32328  | Meer afbeeldingen |
| Pand met ingezwenkte halsgevel                                                                                                  | Woonhuis                  |                                    |           | Kolonel Wilsstraat 8, 8A, Nieuwstraat 21                                    | 51° 47' 50" NB, 5° 39' 11" OL | 32329  | Meer afbeeldingen |
| Huis met gebosseerd grijsgepleisterde lijstgevel, hoog schilddak, schuiframen                                                   | Woonhuis                  |                                    |           | Kolonel Wilsstraat 11                                                       | 51° 47' 51" NB, 5° 39' 11" OL | 32330  | Meer afbeeldingen |
| Huis met witgepleisterde lijstgevel en hoog schilddak                                                                           | Woonhuis                  | 1607 (gevelsteen)                  |           | Kolonel Wilsstraat 13                                                       | 51° 47' 50" NB, 5° 39' 11" OL | 32331  | Meer afbeeldingen |
| Huis met eenvoudige lijstgevel, en schilddak                                                                                    | Woonhuis                  |                                    |           | Kolonel Wilsstraat 17                                                       | 51° 47' 50" NB, 5° 39' 11" OL | 32332  | Meer afbeeldingen |
| Mooi hoog woonhuis met empire gevel: houten fronton en kroonlijst met tand- en sierlijst                                        | Woonhuis                  | ca. 1800-1820 (gevel)              |           | Kolonel Wilsstraat 19                                                       | 51° 47' 50" NB, 5° 39' 12" OL | 32333  | Meer afbeeldingen |
| Huis met gebosseerd witgepleisterde topgevel en stoep van gele steentjes                                                        | Woonhuis                  |                                    |           | Kolonel Wilsstraat 21                                                       | 51° 47' 50" NB, 5° 39' 12" OL | 32334  | Meer afbeeldingen |
| Postkantoor; tegenwoordig woonhuis                                                                                              | Overheidsgebouw           | 1910                               |           | Kolonel Wilsstraat 25                                                       | 51° 47' 50" NB, 5° 39' 13" OL | 518231 | Meer afbeeldingen |
| Huis met rood hoog zadeldak en grijsgepleisterde zijtopgevels                                                                   | Woonhuis                  |                                    |           | Landpoortstraat 1                                                           | 51° 47' 47" NB, 5° 39' 4" OL  | 32335  | Meer afbeeldingen |
| Woonhuis, tegenwoordig postkantoor                                                                                              | Woonhuis                  | 1880                               |           | Landpoortstraat 2, 2A, 4, 6                                                 | 51° 47' 47" NB, 5° 39' 3" OL  | 518217 | Meer afbeeldingen |
| De Lierre | Woonhuis                  | eerste kwart 19e eeuw (omlijsting) |           | Landpoortstraat 3                                                           | 51° 47' 46" NB, 5° 39' 4" OL  | 32336  | Meer afbeeldingen |
| Winkel; woonhuis | Werk-woonhuis             | 1910                               |           | Landpoortstraat 12                                                          | 51° 47' 46" NB, 5° 39' 3" OL  | 518218 | Meer afbeeldingen |
| Woonhuizen | Woonhuis                  | 1888                               |           | Landpoortstraat 14, 16, 18, 20                                              | 51° 47' 45" NB, 5° 39' 2" OL  | 518219 | Meer afbeeldingen |
| 't Pumpke | Horeca                    | 1850                               |           | Maasdijk 36, 36A/B/C                                                        | 51° 47' 48" NB, 5° 39' 17" OL | 518222 | 't Pumpke |
| Pand met verdieping onder schilddak gedekt met pannen                                                                           | Woonhuis                  | 17e eeuw (kern) 18e eeuw (gevel)   |           | Maasdijk 40                                                                 | 51° 47' 50" NB, 5° 39' 12" OL | 32343  | Meer afbeeldingen |
| Spoorbrug | Brug                      | 1939-1945                          |           | Maasdijk (ongenummerd)                                                      | 51° 48' 0" NB, 5° 39' 4" OL   | 518220 | Meer afbeeldingen |
| "Kasteel Bolwerk" en "Oranje Bolwerk"                                                                                           | Fort, vesting en -onderdl |                                    |           | Maasdijk (ongenummerd); bij Van Coothweg en Walstraat                       | 51° 47' 58" NB, 5° 39' 7" OL  | 513537 | Meer afbeeldingen |
| Huis met gebosseerd grijsgepleisterde lijstgevel en schilddak, kroonlijst op consoles                                           | Woonhuis                  |                                    |           | Marktstraat 1                                                               | 51° 47' 48" NB, 5° 39' 4" OL  | 32344  | Meer afbeeldingen |
| Huis met eenvoudige lijstgevel en dwars schilddak                                                                               | Woonhuis                  |                                    |           | Marktstraat 2; Winkelstraat 1                                               | 51° 47' 48" NB, 5° 39' 5" OL  | 32355  | Meer afbeeldingen |
| Huis met tuitgevel met vlechtingen en versierde top, achtergevel met schilddak aan de postweg                                   | Woonhuis                  | 17e eeuw                           |           | Marktstraat 3                                                               | 51° 47' 48" NB, 5° 39' 4" OL  | 32345  | Meer afbeeldingen |
| Huis met tuitgevel met vlechtingen, geprofileerde afdekking van de top, achtertopgevel aan de postweg, alwaar 2 genummerd       | Woonhuis                  |                                    |           | Marktstraat 5                                                               | 51° 47' 48" NB, 5° 39' 3" OL  | 32346  | Meer afbeeldingen |
| Huis met grijze gebosseerd gepleisterde lijstgevel, kroonlijst op consoles, dwars schilddak, dakkapel en schuiframen, deur      | Woonhuis                  |                                    |           | Marktstraat 6                                                               | 51° 47' 48" NB, 5° 39' 5" OL  | 32356  | Huis met grijze gebosseerd gepleisterde lijstgevel, kroonlijst op consoles, dwars schilddak, dakkapel en schuiframen, deur |
| Huis met gebosseerd witgepleisterde lijstgevel en schilddak                                                                     | Woonhuis                  |                                    |           | Marktstraat 9                                                               | 51° 47' 48" NB, 5° 39' 3" OL  | 32347  | Meer afbeeldingen |
| Huis met ingezwenkte halsgevel                                                                                                  | Woonhuis                  |                                    |           | Marktstraat 11                                                              | 51° 47' 48" NB, 5° 39' 4" OL  | 32348  | Meer afbeeldingen |
| Huis met gebosseerd geelgepleisterde lijstgevel                                                                                 | Woonhuis                  | derde kwart 19e eeuw               |           | Marktstraat 12; Middelstraat 21                                             | 51° 47' 49" NB, 5° 39' 6" OL  | 32357  | Meer afbeeldingen |
| Bijgebouwtje | Kapel                     | ca. 1840                           |           | Marktstraat 13                                                              | 51° 47' 48" NB, 5° 39' 4" OL  | 32349  | Meer afbeeldingen |
| Twee panden (thans hotel) | Woonhuis                  |                                    |           | Marktstraat 14                                                              | 51° 47' 49" NB, 5° 39' 6" OL  | 32358  | Meer afbeeldingen |
| Groot hoekpand met grijsgepleisterde lijstgevels en omlopend zadeldak                                                           | Woonhuis                  |                                    |           | Marktstraat 15                                                              | 51° 47' 50" NB, 5° 39' 7" OL  | 32350  | Meer afbeeldingen |
| Huis met witgepleisterde lijstgevel, vensters met afgeronde bovenhoeken en stucomlijsting                                       | Woonhuis                  | derde kwart 19e eeuw               |           | Marktstraat 16                                                              | 51° 47' 49" NB, 5° 39' 7" OL  | 32359  | Meer afbeeldingen |
| Huis met grijsgepleisterde lijstgevel, kroonlijst op consoles en schilddak                                                      | Woonhuis                  |                                    |           | Marktstraat 17                                                              | 51° 47' 50" NB, 5° 39' 7" OL  | 32351  | Meer afbeeldingen |
| Huis met lijstgevel en hoog rood schilddak, schuiframen                                                                         | Woonhuis                  |                                    |           | Marktstraat 20, 20A, Peperstraat 2                                          | 51° 47' 49" NB, 5° 39' 7" OL  | 32360  | Meer afbeeldingen |
| Huis met witgepleisterde tuitgevel en schuiframen                                                                               | Woonhuis                  |                                    |           | Marktstraat 21                                                              | 51° 47' 50" NB, 5° 39' 8" OL  | 32352  | Huis met witgepleisterde tuitgevel en schuiframen                                                                          |
| Huis met gebosseerd gepleisterde topgevel                                                                                       | Woonhuis                  |                                    |           | Marktstraat 28                                                              | 51° 47' 50" NB, 5° 39' 9" OL  | 32361  | Huis met gebosseerd gepleisterde topgevel                                                                                  |
| Huis met fraaie tuitgevel van gele baksteen met vlechtingen, gebeeldhouwde kraagsteen onder de top, sierankers en empire-ingang | Woonhuis                  | 17e eeuw                           |           | Marktstraat 31                                                              | 51° 47' 51" NB, 5° 39' 9" OL  | 32353  | Meer afbeeldingen |
| Huis met gewitte topgevel van gele baksteen met vlechtingen                                                                     | Woonhuis                  | 18e eeuw                           |           | Marktstraat 33; Lombardstraat 2, 4, 6 en 8                                  | 51° 47' 52" NB, 5° 39' 8" OL  | 32354  | Meer afbeeldingen |
| Stadspomp | Straatmeubilair           | 1845-1895                          |           | Marktstraat (ongenummerd); nabij nummer 14                                  | 51° 47' 50" NB, 5° 39' 3" OL  | 518201 | Meer afbeeldingen |
| Pakhuis Noordbrabantse Christelijke Boerenbond                                                                                  | Opslag                    | 1915                               |           | Monseigneur Zwijsenstraat 1, 3                                              | 51° 47' 40" NB, 5° 39' 0" OL  | 518235 | Meer afbeeldingen |
| Boerderij, dwarsdeeltype met in een dakkapel opgenomen deeltoegang, die hoog boven de lage zijgevel uitsteekt                   | Boerderij                 | 1810                               |           | Monseigneur Zwijsenstraat 5                                                 | 51° 47' 39" NB, 5° 38' 58" OL | 32393  | Meer afbeeldingen |
| De Nijverheid | Industrie- en poldermolen | 1857                               |           | Molensingel 6, 6A                                                           | 51° 47' 48" NB, 5° 38' 60" OL | 32362  | Meer afbeeldingen |
| Toegangspoort van het RK-kerkhof                                                                                                | Begraafplaats en -onderdl | 1860-1870                          |           | Molensingel (ongenummerd)                                                   | 51° 47' 47" NB, 5° 38' 58" OL | 518207 | Meer afbeeldingen |
| Grafmonument van pastoor A. van den Brand                                                                                       | Begraafplaats en -onderdl | 1900                               |           | Molensingel (ongenummerd)                                                   | 51° 47' 47" NB, 5° 38' 58" OL | 518208 | Meer afbeeldingen |
| Calvariegroep op RK-kerkhof | Begraafplaats en -onderdl | 1890                               |           | Molensingel (ongenummerd)                                                   | 51° 47' 47" NB, 5° 38' 58" OL | 520442 | Meer afbeeldingen |
| Grafmonument van pastoor J. van de Poel                                                                                         | Begraafplaats en -onderdl | 1876                               |           | Molensingel (ongenummerd)                                                   | 51° 47' 47" NB, 5° 38' 58" OL | 520443 | Meer afbeeldingen |
| Gietijzeren grafkruis | Begraafplaats en -onderdl | 1879                               |           | Molensingel (ongenummerd)                                                   | 51° 47' 47" NB, 5° 38' 58" OL | 520444 | Meer afbeeldingen |
| Gietijzeren grafkruis | Begraafplaats en -onderdl | 1900                               |           | Molensingel (ongenummerd)                                                   | 51° 47' 47" NB, 5° 38' 58" OL | 520445 | Meer afbeeldingen |
| Op de hoek van de walhoek | Industrie                 | 1621 (koopacte)                    |           | Nieuwstraat 2                                                               | 51° 47' 47" NB, 5° 39' 7" OL  | 32363  | Meer afbeeldingen |
| Huis met hoog zadeldak, nokrichting aan nieuwstraat, korte gevel aan de kol                                                     | Woonhuis                  | derde kwart 19e eeuw               |           | Nieuwstraat 34                                                              | 51° 47' 49" NB, 5° 39' 12" OL | 32364  | Meer afbeeldingen |
| Stadspomp | Straatmeubilair           | 1845-1895                          |           | Nieuwstraat; ongenummerd (nabij nr. 21)                                     | 51° 47' 48" NB, 5° 39' 10" OL | 518202 | Meer afbeeldingen |
| Tuinhuisje/Theehuisje | Tuin, park en plantsoen   | 1800-1900                          |           | Philips van Kleefpad (ongenummerd)                                          | 51° 47' 48" NB, 5° 38' 58" OL | 518224 | Meer afbeeldingen |
| Begraafplaatscomplex | Begraafplaats en -onderdl |                                    |           | Pollekespad (ongenummerd)                                                   | 51° 47' 49" NB, 5° 38' 54" OL | 32370  | Meer afbeeldingen |
| Garnizoenskerk | Kerk en kerkonderdeel     | 1641                               |           | Servetstraat 1                                                              | 51° 47' 48" NB, 5° 39' 8" OL  | 32365  | Meer afbeeldingen |
| Sint Luciakerk | Kerk en kerkonderdeel     | 1735                               |           | St. Luciastraat 1                                                           | 51° 47' 49" NB, 5° 39' 5" OL  | 32337  | Meer afbeeldingen |
| Raadhuis | Woonhuis                  | derde kwart 19e eeuw               |           | St. Luciastraat 2                                                           | 51° 47' 50" NB, 5° 39' 6" OL  | 32340  | Meer afbeeldingen |
| Pastorie | Kerkelijke dienstwoning   | 1910                               |           | St. Luciastraat 3                                                           | 51° 47' 49" NB, 5° 39' 3" OL  | 518210 | Meer afbeeldingen |
| Huis op L-vormige plattegrond met grote kap, witgepleisterde lijstgevels, sierankers en gesneden bovenlicht                     | Woonhuis                  | 18e eeuw (kap)                     |           | St. Luciastraat 7, 9                                                        | 51° 47' 50" NB, 5° 39' 2" OL  | 32338  | Huis op L-vormige plattegrond met grote kap, witgepleisterde lijstgevels, sierankers en gesneden bovenlicht                |
| Eenvoudig huis met wolfdak | Woonhuis                  | eerste helft 19e eeuw              |           | St Luciastraat 8                                                            | 51° 47' 50" NB, 5° 39' 3" OL  | 32341  | Meer afbeeldingen |
| Eenvoudig witgepleisterd huis met rood zadeldak                                                                                 | Woonhuis                  |                                    |           | St Luciastraat 10                                                           | 51° 47' 51" NB, 5° 39' 3" OL  | 32342  | Meer afbeeldingen |
| Grote gemetselde poort met pilasters en twee gedenksteentjes                                                                    | Erfscheiding              |                                    |           | St. Luciastraat 11                                                          | 51° 47' 50" NB, 5° 39' 2" OL  | 32339  | Meer afbeeldingen |
| Kapel; St. Josephkapel | Kapel                     | 1908                               |           | St. Luciastraat (ongenummerd)                                               | 51° 47' 49" NB, 5° 39' 3" OL  | 518211 | Meer afbeeldingen |
| Schakelkast PNEM | Nutsbedrijf               | circa 1935                         |           | St. Luciastraat (ongenummerd)                                               | 51° 47' 49" NB, 5° 39' 4" OL  | 518234 | Schakelkast PNEM |
| Stadsomgrachting | Gracht                    | 1621 (e.v.)                        |           | Stadsgracht geheel                                                          | 51° 47' 49" NB, 5° 38' 52" OL | 32369  | Meer afbeeldingen |
| Buitengrachtse oever | Gracht                    | 1621 (e.v.)                        |           | Stadsgracht noordzijde; buitengrachtse Oever bij Wal/Maasdijk/Lombardstraat | 51° 47' 53" NB, 5° 39' 2" OL  | 32375  | Meer afbeeldingen |
| Binnengrachtse oever | Gracht                    | 1621 (e.v.)                        |           | Stadsgracht omgeving Kasteelseplaats                                        | 51° 47' 52" NB, 5° 39' 5" OL  | 32374  | Meer afbeeldingen |
| Binnengrachtse oever | Gracht                    | 1621 (e.v.)                        |           | Stadsgracht oostzijde                                                       | 51° 47' 41" NB, 5° 39' 32" OL | 32377  | Meer afbeeldingen |
| Buitengrachtse oever | Gracht                    | 1621 (e.v.)                        |           | Stadgracht westzijde                                                        | 51° 47' 49" NB, 5° 38' 57" OL | 32372  | Meer afbeeldingen |
| Theekoepel | Tuin, park en plantsoen   | ca. 1890                           |           | Van Coothweg 7                                                              | 51° 47' 54" NB, 5° 39' 2" OL  | 518232 | Meer afbeeldingen |
| Woonhuis | Woonhuis                  | 1880                               |           | Walstraat 16                                                                | 51° 47' 44" NB, 5° 39' 7" OL  | 518228 | Meer afbeeldingen |
| Woonhuis | Woonhuis                  | 1800-1850                          |           | Walstraat 18                                                                | 51° 47' 45" NB, 5° 39' 8" OL  | 518229 | Meer afbeeldingen |
| Monumentaal woonhuis | Woonhuis                  | 1858                               |           | Walstraat 44                                                                | 51° 47' 48" NB, 5° 39' 14" OL | 32366  | Meer afbeeldingen |
| Bierbrouwerij de Gerstaar | Industrie                 | 1800-1850                          |           | Walstraat 46                                                                | 51° 47' 48" NB, 5° 39' 15" OL | 518230 | Meer afbeeldingen |
| Groot herenhuis | Woonhuis                  | midden 19e eeuw                    |           | Winkelstraat 8, 10                                                          | 51° 47' 47" NB, 5° 39' 6" OL  | 32367  | Groot herenhuis |
| Fraai huis met hoog schilddak                                                                                                   | Woonhuis                  | 1808 (gevelsteen)                  |           | Winkelstraat 12                                                             | 51° 47' 47" NB, 5° 39' 6" OL  | 32368  | Meer afbeeldingen |
| VERVALLEN: Buitengrachtse en binnengrachtse oever                                                                               | Gracht                    | 1621 (e.v.)                        |           | Stadsgracht oostzijde                                                       | 51° 47' 44" NB, 5° 39' 26" OL | 32371  | Meer afbeeldingen |